# ヨハン・アルブレヒト1世 (メクレンブルク公)

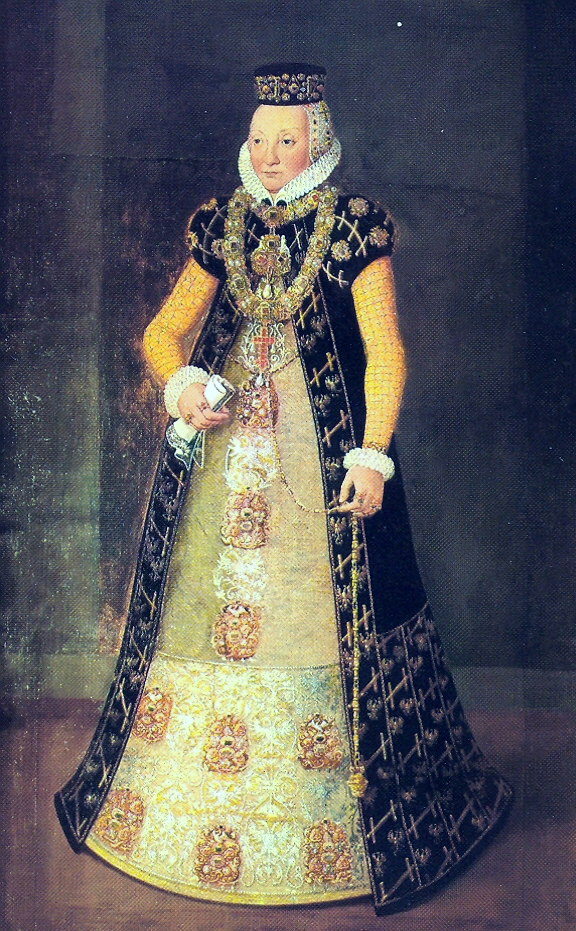
アンナ・ゾフィー・フォン・プロイセン

ヨハン・アルブレヒト1世（Johann Albrecht I., 1525年12月23日 - 1576年2月12日）は、メクレンブルク＝ギュストロー公（在位：1547年 - 1556年）、メクレンブルク＝シュヴェリーン公（在位：1556年 - 1576年）。1549年にメクレンブルク議会が公領全体の宗教改革を行うよう取り計らった。

## 生涯
ヨハン・アルブレヒト1世は、メクレンブルク＝ギュストロー公アルブレヒト7世とその妃アンナ・フォン・ブランデンブルクの長男としてギュストローで生まれた。13歳までカトリックの「司教代理」ヨハン・シュパーリンクから教育を受けた。1539年、父アルブレヒト7世はヨハン・アルブレヒトをプロテスタントの伯父ブランデンブルク選帝侯ヨアヒム2世の宮廷に送り、そこで選帝侯の息子でヨハン・アルブレヒトの従兄弟のヨハン・ゲオルクとともに教育を受けた。1541年から1544年まで、ヨハン・アルブレヒトらは新しく創設されたフランクフルト・アン・デア・オーダー大学に一緒に通った。ヨハン・アルブレヒトはメクレンブルクに戻ったとき、プロテスタントの熱心な支持者となっていた。それにもかかわらず、父親の頼みによりシュマルカルデン戦争では帝国側として戦った。
1547年に父親が亡くなると、ヨハン・アルブレヒトとその弟のウルリヒ3世およびゲオルクは皇帝カール5世によりメクレンブルク・ギュストロー公領の共同統治者とされた。当初、ヨハン・アルブレヒトは公領のメクレンブルク＝ギュストローを単独で統治し、ウルリヒは従兄弟マグヌス3世の後継者として1550年からシュヴェリーン司教領を管理し、ゲオルクはシュマルカルデン戦争で戦い、1552年にフランクフルト・アム・マイン目前で戦死した。
ヨハン・アルブレヒト1世は父親とは異なり、プロテスタントの信奉者として自らの領内への宗教改革の導入を支持した。1549年にシュテルンベルクで領主会議を主宰し、メクレンブルク全域にルター派信仰を規定した。これは、メクレンブルクの国教としてのルター派の正式な導入と見ることができる。1550年2月、ヨハン・アルブレヒトはブランデンブルク＝キュストリン辺境伯ヨハンおよびプロイセン公アルブレヒトと防衛同盟を結び、その娘アンナ・ゾフィーと婚約し、後に結婚した。1551年5月22日、ヨハン・アルブレヒトはドイツ北部の他のプロテスタント諸侯とトルガウ秘密条約を締結した。この条約において、1552年の皇帝カール5世に対する諸侯らの反乱の法的枠組みを取り決め、ヨハン・アルブレヒト1世もそれに参加した。
メクレンブルク＝シュヴェリーンを統治していた伯父のハインリヒ5世は、男子継承者を残さずに1552年に死去した。その後、ヨハン・アルブレヒトの弟ウルリヒ3世が相続権を主張すると、皇帝は反対した。激しい相続争いが勃発した。ウルリヒ3世はヨハン・アルブレヒトに1555年3月11日のヴィスマール条約への同意を強制した。この対立は1556年、ブランデンブルク選帝侯ヨアヒム2世によるルッピンの布告により最終的に解決された。この布告により共同統治を維持しながらヨハン・アルブレヒト1世がメクレンブルク西部を支配し、一方ウルリヒは東部、つまり旧ヴェルレ領主の地位を獲得した。ウルリヒはギュストローに居を構えた。
ヨハン・アルブレヒトは、近代ルネッサンスの諸侯の1人であり、当時の科学的発見に対して寛容な心を持った芸術と科学の後援者であると考えられていた。宗教改革にも尽力し、領地を近代化した。また、膨大な蔵書を持つ図書館を所有しており、最終的にはロストック大学の所有となった。ヨハン・アルブレヒトは科学機器、天文学、地図製作に興味を持ち、ティルマン・ステラを宮廷図書館司書兼地図製作者として雇った。ヨハン・アルブレヒトらはともにウィーンの宮廷を訪問し、そこで建築と現代の要塞技術を学び、その後メクレンブルクでそれを応用した。ヴィスマールの宮廷や公領のさまざまな城および近代的な要塞の拡張はヨハン・アルブレヒトの計画に遡るが、ヨハン・アルブレヒトはそれらの計画に資金を提供する十分な資源を常に持っていたわけではなかった。ヨハン・アルブレヒトの主な功績の中には、1552年にギュストロー、1553年にシュヴェリーン、1554年にパルヒムにいくつかの学校が設立されたことも含まれる。ヨハン・アルブレヒトは1576年にシュヴェリーンで死去した。

## 結婚と子女
1555年2月24日、プロイセン公アルブレヒトの娘アンナ・ゾフィー・フォン・プロイセン（1527年6月11日 - 1591年2月6日）と結婚した。2人の間には3子が生まれた。
- アルブレヒト（1556年 - 1561年） - メクレンブルク公
- ヨハン7世（1558年 - 1592年） - メクレンブルク＝シュヴェリーン公
- ジギスムント・アウグスト（1560年 - 1600年） - メクレンブルク公、クララ・マリア・フォン・ポンメルン＝バルトと結婚